# Cuphea bahiensis
Cuphea bahiensis é uma espécie nativa do Brasil, do cerrado do estado da Bahia.
Sua população atual é muito pequena.